# Tira-fundo
Os tira-fundos, são um tipo especial de parafusos para madeira, ou betão não fendidos, que diferem dos restantes por terem uma cabeça sextavada ou quadrada, podendo ter uma arreigada fixa.

## Variações de designação
- Tira-fundo;[1]
- Tirafundo;
- Tirefond.

## Tipos

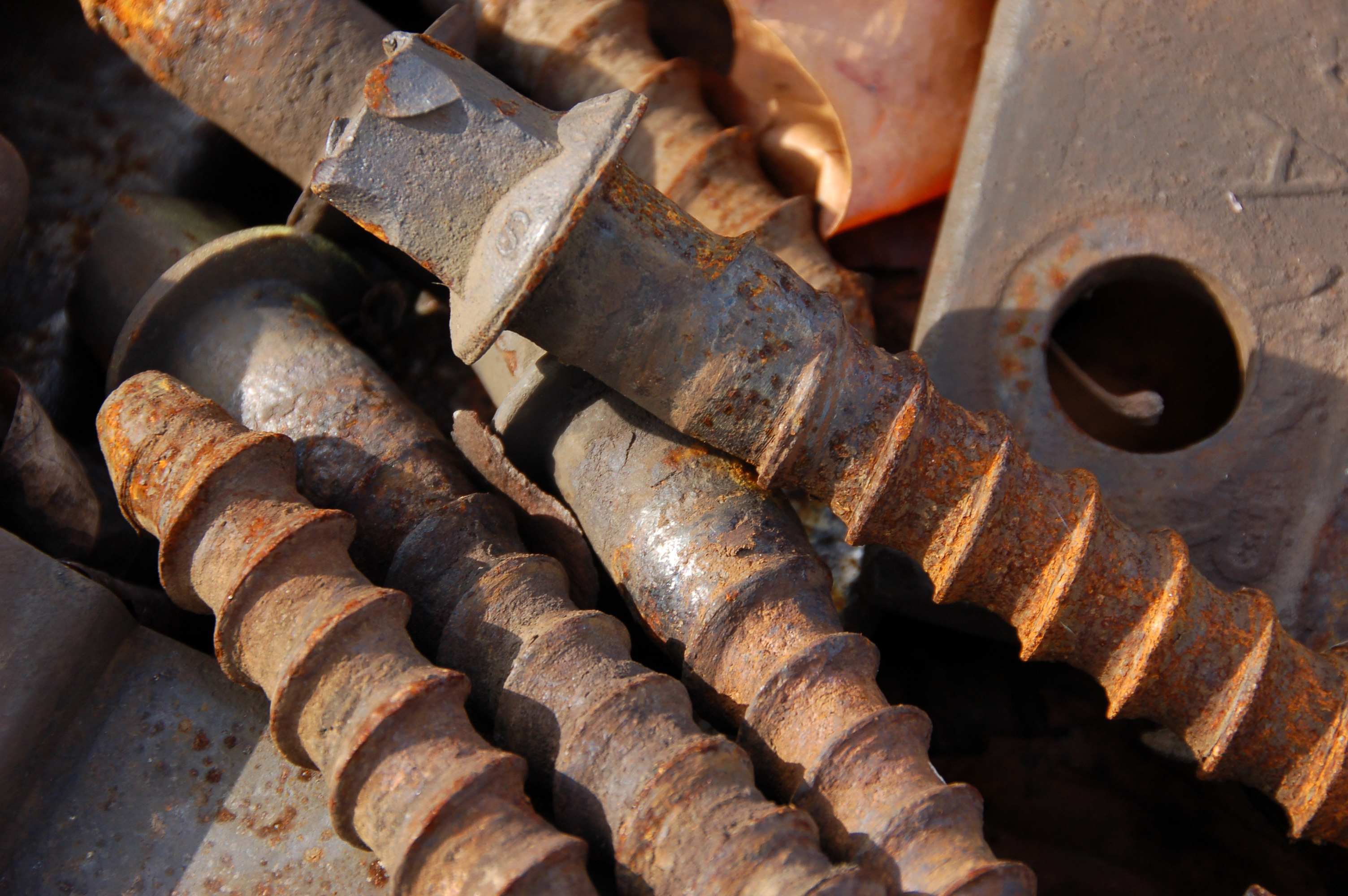
Tira-fundos de caminho-de-ferro

Distinguem-se dois tipos de tira-fundos:
- Os utilizados para fixar carris (português europeu) ou trilhos (português brasileiro) dos caminhos-de-ferro às travessas (português europeu) ou dormentes (português brasileiro).

- Os utilizados para a montagem de vigamentos, e para grandes obras semelhantes de carpintaria que, atendendo à sua utilização, têm um diâmetro da espiga normalmente superior a 5 mm.